# Диявол у жіночому образі
«Диявол у жіночому образі» (англ. Succubus: Hell-Bent) — відеофільм 2007 року.

## Зміст
Хлопець, який звик ганяти на дорогих авто й узагалі вести розкішний спосіб життя, вирушає у подорож. Зустріта ним там фатальна красуня — це не хто інший, як Ліліт, схиблена на своїй помсті. Вона приїжджає до Адама додому і перевертає його життя з ніг на голову. Фатальні красуні, таємничі демони, багатство і шик — ось основні складові цього фільму.

## У ролях
- Гері Б'юзі — Сентінел
- Девід Кіт — Воллес
- Лоренцо Ламас — льотний інструктор
- Роберт Л. Манн — Адам
- Келлі Ху — детектив Пей
- Наталі Денис Шперл — Ліліт
- Джейсон Блер — Джейсон
- Шона Марі Нелсон — Гетер
- Тім Герцоґ — льотний інструктор
- Ана О'Райлі — крихітка в бікіні
- Івонн Маверік — Шерон, помічниця Воллеса
- Марк Елі — бухгалтер
- Санді Такер — рокерка
- Дін Шелтон — хлопець на вечірці
- Гарячі дівчата
  - Камерон Гудман
  - Ребека Брандес
  - Ембер Фламмініо
  - Клаудія Лінкс